# Raufoss Fotball
Il Raufoss Fotball è una società calcistica norvegese con sede nella città di Raufoss. Milita nella 1. divisjon, seconda divisione del campionato norvegese.

## Storia
Il club fu fondato nel 1918. Giocò nella massima divisione norvegese, tra il 1937 ed il 1948 (quattro stagioni), tra il 1957 ed il 1960, nel 1964 e tra il 1973 ed il 1974. Nel 2007, il club tornò in Adeccoligaen, dove raggiunse l'11º posto. A causa di problemi finanziari, però, fu retrocesso dalla Norges Fotballforbund, con la federazione che non gli concesse la licenza per giocare nelle due massime serie norvegesi. Questa retrocessione permise la salvezza dello Sparta Sarpsborg.

## Palmarès

### Competizioni nazionali
- 2. divisjon: 3

2006 (gruppo 4), 2015 (gruppo 2), 2018 (gruppo 1)

### Altri piazzamenti
- Coppa di Norvegia:

Semifinalista: 1977
- 2. divisjon:

Secondo posto: 2005 (gruppo 2), 2009 (gruppo 4), 2012 (gruppo 1), 2013 (gruppo 2), 2017 (gruppo 1)
Terzo posto: 2011 (gruppo 2)

## Organico

### Rosa 2025
Aggiornata al 28 giugno 2025.
| N. |                        | Ruolo | Calciatore          |
| -- | ---------------------- | ----- | ------------------- |
| 1  | Norvegia (bandiera)    | P     | Anders Klemensson   |
| 2  | Norvegia (bandiera)    | C     | Torjus Engebakken   |
| 3  | Svezia (bandiera)      | D     | Rasmus Bonde        |
| 4  | Norvegia (bandiera)    | D     | Adrian Hansen       |
| 5  | Norvegia (bandiera)    | D     | Oliver Rotihaug     |
| 6  | Norvegia (bandiera)    | D     | Jakob Nyland Ørsahl |
| 8  | Inghilterra (bandiera) | C     | Ryan Nelson         |
| 9  | Norvegia (bandiera)    | A     | Erlend Hustad       |
| 10 | Gambia (bandiera)      | A     | Kebba Badjie        |
| 11 | Norvegia (bandiera)    | D     | Nicolai Fremstad    |
| 13 | Burundi (bandiera)     | D     | Aime Nihorimbere    |
| 14 | Norvegia (bandiera)    | C     | Jan Inge Lynum      |
| 15 | Norvegia (bandiera)    | D     | Kristoffer Hay      |
| 16 | Norvegia (bandiera)    | D     | Ole Amund Sveen     |
| 17 | Norvegia (bandiera)    | C     | Sander Nordbø       |
| 18 | Norvegia (bandiera)    | C     | Kodjo Somesi        |

| N. |                     | Ruolo | Calciatore            |
| -- | ------------------- | ----- | --------------------- |
| 19 | Norvegia (bandiera) | A     | Elias Aarflot         |
| 20 | Ghana (bandiera)    | A     | James Ampofo          |
| 21 | Ghana (bandiera)    | C     | Yaw Agyeman           |
| 22 | Svezia (bandiera)   | C     | Victor Fors           |
| 23 | Norvegia (bandiera) | C     | Jonas Selnæs          |
| 24 | Norvegia (bandiera) | C     | Markus Aanesland      |
| 25 | Norvegia (bandiera) | C     | Tinus Engebakken      |
| 26 | Norvegia (bandiera) | C     | Torjus Rønningen      |
| 27 | Norvegia (bandiera) | C     | Oskar Sangnes         |
| 28 | Norvegia (bandiera) | P     | Petter Eichler Jensen |
| 29 | Norvegia (bandiera) | D     | Elias Sørum           |
| 30 | Norvegia (bandiera) | A     | Jonas Dalen           |
| 31 | Norvegia (bandiera) | C     | Ulrik Danbolt         |
| 33 | Norvegia (bandiera) | P     | Martin Ødegård Dalby  |
| 40 | Norvegia (bandiera) | D     | Oscar Olsen Sangnæs   |

## Rose storiche
- 2007